# Dughlat
Die Dughlat (auch Duglat) waren eine Familie (manchmal auch als Clan oder Stamm bezeichnet) im Östlichen Tschagatai-Khanat oder Moghulistan.
Sie spielte in sämtlichen Machtkämpfen im Östlichen Tschagatai-Khanat zwischen dem 14. und dem 16. Jahrhundert eine wichtige Rolle.
Sie brachte 1347 den Prinzen Tughluk Timur an die Macht, der als einer der ersten mongolischen Khane zum Islam übertrat.
Der zum Dughlat-Klan gehörende Emir Qamar ad-Din riss nach dem Tod Tughluk Timurs im Jahr 1363 die Stellung des Khan an sich und beseitigte die meisten Nachkommen von Tughluk Timur, doch traten andere Mitglieder des Dughlat-Klans als Herausforderer um die Herrschaft gegen Qamar an. Er führte mehrere Kriege gegen Timur Lenk, schließlich drangen Timurs Truppen im Jahr 1389 bis nach Karaschahr vor und vertrieben Qamar.
Ein anderer Dughlat beschützte den einzigen überlebenden Sohn von Tughluk Timur, Khizr Khwaja, bis er Khan des östlichen Tschagatai-Khanats wurde.
Mir Sayyid Ali war Emir in Kaschgar und gewann 1435 die Herrschaft von den Timuriden zurück.
Um 1470 herrschte im Khanat Yunus Khan, der wie seine Vorgänger nichts gegen den immensen Einfluss der Dughlat-Familie über die Städte des Tarimbeckens tat. Sein Verhältnis zum Oberhaupt der Dughlat, Muhammad Haidar war ausgeglichen und sicherte die innere Ordnung, zumindest solange, bis Muhammad Haidars Neffe Abu Bakr gegen seinen Onkel rebellierte. Abu Bakr konnte durch einen Sieg über Yunus und Muhammad Haidar 1479/80 in Yarkant, Hotan und Kaschgar ein unabhängiges Fürstentum errichten.
Mirza Abu Bakr Dughlat, Enkel von Mir Sayyid Ali, war Emir im Yarkant-Khanat. Im Konflikt zwischen Kaschgar und Yarkant zerstörte er 1514 Kaschgar und ließ eine neue Stadt errichten, die heutige Altstadt Kaschgars.
Jahangir Mirza, Sohn von Mirza Abu Bakr, ungefähr 1472 bis 1515, war Herrscher in Yarkant.
Bekanntester Vertreter der Familie war Mirza Muhammad Haidar Dughlat, geboren 1499 oder 1500, gestorben 1551, Neffe von Mirza Abu Bakr, ein tschagatai-turko-mongolischer Militär und Geschichtsschreiber, türkischsprachiger Prinz, der auf Tschagatai und Persisch schrieb.